# Anna Maria Bråmå
Anna Maria Bråmå, född 2 augusti 1912, död 20 december 2012 i Leksand, var en svensk författare och hembygdsforskare. 
Bråmå författade sammanlagt fem stycken böcker, som många skildrade upplevelser och minnen som hennes mor Jobs Anna Blomkvist hade delat med sig av. Dokumenten sträcker sig till 1800-talets början, och under tre årtionden samarbetade Bråmå med Nordiska museet för att sammanställa tidsdokumenten. Bråmå bidrog även till att samla in mellan 500 och 600 ord på leksandsmål, en kulturgärning som hon 2005 belönades för av Hembygdsfonden.
Bråmå och hennes make Edvin var båda engagerade i missionsförsamlingen i Leksand.